# Stanton Peele
Stanton Peele (* 8. Januar 1946) ist ein US-amerikanischer Sozialpsychologe und Suchtforscher. Internationalen Einfluss gewann er dadurch, dass es den Suchtbegriff als einer der ersten auch auf Substanzungebundene Abhängigkeit anwandte. Als Vertreter des nondisease approach stellt er jedoch das Konzept der Suchtkrankheit in Frage und damit auch die entsprechenden Behandlungskonzepte. Besonders das Krankheitsmodell der Anonymen Alkoholiker und sein Einfluss auf das amerikanische Gesundheitssystem wird von ihm kritisiert.

## Beiträge zur Suchtforschung
Peele studierte an der Rutgers University, der University of Pennsylvania und der University of Michigan, wo er 1973 zum Ph.D. promoviert wurde. 2011 wurde er als einer der zehn einflussreichsten Suchtforscher Amerikas geehrt.
Der Suchtproblematik widmete sich Peele anfangs gemeinsam mit Archi Brodsky. In ihrem Buch Love and addiction entwickelten sie einen neuen Begriff der Abhängigkeit. Sie zeigten, dass Liebesbeziehungen ebensolchen zerstörerischen Zwangscharakter haben können wie Heroinabhängigkeit. Dabei ist der Verlust der Selbstkontrolle das Schlüsselelement. Sucht bzw. Abhängigkeit ist für Peele eine aus dem Ruder gelaufene, doch grundsätzlich ganz normale eigenaktive Suche nach Erfahrungen, die kulturell vorgeformt und der jeweiligen Situation angepasst verläuft, durch einen mangelnden Glauben an die eigene Selbstkontrolle und die eigene Selbstwirksamkeit jedoch „teufelskreismäßig“ vorangetrieben wird. Sucht ist somit eine „eingeschliffene Reaktion“ auf bestimmte Lebensprobleme, die zu einem hohen Preis spezielle Belohnungen gefühlsmäßiger Art garantiert.
Damit stellt sich Peele dem weitverbreiteten Modell der Anonymen Alkoholiker entgegen, nach dem Alkoholismus eine unheilbare Krankheit ist, die der Einzelne nicht aus eigener Kraft, sondern nur mit Hilfe einer spirituellen Erfahrung zum Stillstand bringen könne. Dieses Modell wurde besonders in den USA auch auf die Abhängigkeit von anderen Substanzen und Prozessen übertragen, bei deren Behandlung ebenfalls das Zwölf-Schritte-Programm angewandt wird. Peele hielt dem entgegen, dass die meisten Betroffenen ihren süchtigen Konsum irgendwann von selbst einstellen (Maturing out). Gründe für ein Herauswachsen aus der Sucht seien meist identitätsstiftende Veränderungen im Leben der Abhängigen, die außerhalb ihrer eigentlichen „Süchtigen-Identität“ liegen, wie zum Beispiel Mutterschaft. Henning Schmidt-Semisch folgert daraus am Beispiel von Heroin-Abhängigen in Anlehnung an Peele: „Wäre die Heroinsucht eine wirklich zwangsläufige Folge des regelmäßigen Heroinkonsums, wären weder kontrollierter Konsum noch maturing out möglich.“

## Schriften (Auswahl)
- Love and addiction (mit Archie Brodsky). Taplinger Pub. Co, New York 1975, ISBN 0-8008-5041-6.
- How much is too much. Healthy habits or destructive addictions. Prentice-Hall, Englewood Cliffs 1981, ISBN 0-13-424192-4.
- The meaning of addiction. Compulsive experience and its interpretation. Lexington Books, Lexington 1985, ISBN 0-669-02952-1.
- Diseasing of America. Addiction treatment out of control. Lexington Books, Lexington 1989, ISBN 0-669-20015-8.
- The truth about addiction and recovery. The life process program for outgrowing destructive habits (mit Archie Brodsky). Simon & Schuster, New York 1991, ISBN 0-671-66901-X.
- Recover! Stop thinking like an addict and reclaim your life with the perfect program. Da Capo Lifelong, Boston 2014, ISBN 978-0-7382-1675-1.